# Serranus sanctaehelenae
Serranus sanctaehelenae es una especie de peces de la familia Serranidae en el orden de los Perciformes.

## Morfología
Los machos pueden llegar alcanzar los 75 cm de longitud total.

## Distribución geográfica
Se encuentra en Guinea, Congo, Santa Helena y Cabo Verde.